# Tuzla (Rumunia)
Tuzla – wieś w Rumunii, w okręgu Konstanca, w gminie Tuzla. W 2011 roku liczyła 6711 mieszkańców.